# Jean Anouilh
Jean Anouilh (født 21. juni 1910, død 3. oktober 1987) var en fransk dramatiker, med en stor produktion fra sit første skuespil i 1932 til det sidste i 1981.